# Obbialerche

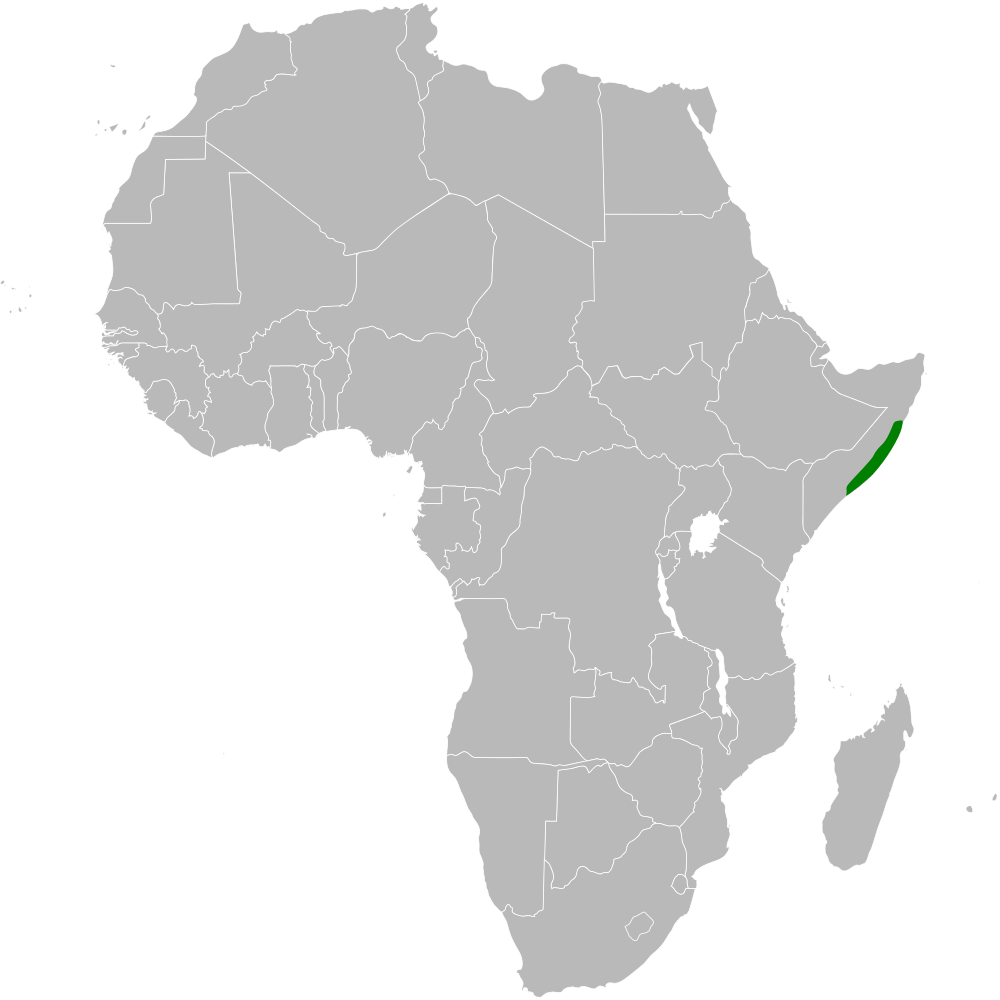
Verbreitungsgebiet der Ammernlerche

Die Obbialerche (Spizocorys obbiensis) ist eine kleine, kurzschwänzige Art aus der Familie der Lerchen.
Sie ist etwa 20 Prozent kleiner als eine Feldlerche, hat aber im Vergleich mit ihr einen relativ kräftigeren Schnabel. Das Verbreitungsgebiet der Obbialerche liegt im Osten Afrikas. Es werden keine Unterarten unterschieden. Den Namen trägt die Obbialerche nach der somalischen Stadt Obbia, in deren Nähe das Typusexemplar gefangen wurde.
Die IUCN macht keine Angaben zur Bestandssituation, da keine ausreichenden Daten für diese Art vorliegen, deren Verbreitungsgebiet ausschließlich in einer Region liegt, die seit Jahren Ort kriegerischer Auseinandersetzungen ist.

## Merkmale
Die Obbialerche erreicht eine Körperlänge von etwa 13 Zentimetern, wovon zwischen 3,57 und 3,9 Zentimeter auf den Schwanz entfallen. Der Schnabel misst vom Schädel aus zwischen 1,35 und 1,55 Zentimeter. Es besteht kein Geschlechtsdimorphismus.
Die Obbialerche hat eine graubraune bis gelbbraune Stirn und einen ebenso gefärbten Scheitel. Der Nacken und der Hinterhals wirken durch die helleren Säume der einzelnen Feder heller. Die Halsseiten sind graubraun. Der Mantel und der Rücken sind gelbbraun. Die Oberschwanzdecken sind etwas heller.
Das Auge ist von einem weißen Augenring umgeben, darüber verläuft ein auffälliger heller Überaugenstreif. Eine dunkle Linie verläuft unter dem Auge. Die Ohrdecken und die Wangen sind hellbraun.
Das Kinn und die Kehle sind weiß, die Brust, der obere Bauch und die Flanken sind weiß mit einem gelblichen Anflug und auffallenden dunklen Stricheln. Die übrige Körperunterseite ist weiß. Die Armschwingen sind braun. Der Schwanz ist dunkelbraun. Die äußersten Steuerfedern weißen dabei einen weißen Außenrand auf, während das mittlere Steuerfederpaar gelbbraun gesäumt ist. Die Iris ist braun, die Schnabel ist braunrosa.

## Verwechslungsmöglichkeiten
Im Verbreitungsgebiet der Obbialerche kommt keine andere Lerchenart vor, mit der die Obbialerche verwechselt werden könnte.

## Verbreitungsgebiet und Lebensraum

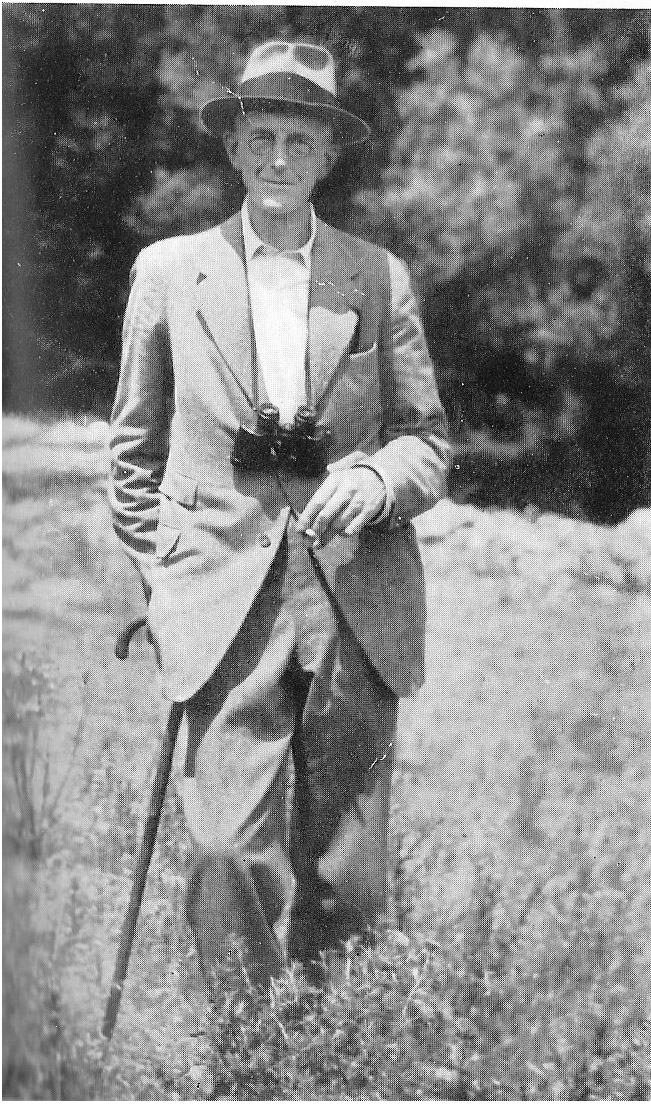
Harry Forbes Witherby (1937), Erstbeschreiber der Obbialerche

Die Obbialerche ist ein Lebensraumspezialist, die lediglich in einem 2,5 Kilometer breiten und 570 Kilometer langen Streifen entlang der somalischen Küste vorkommt. Das Verbreitungsgebiet liegt zwischen Hobyo im Norden und Mogadischu im Süden. Der Lebensraum dieser Lerchenart sind sandige Dünen, die schütter mit Büschen bestanden sind.

## Lebensweise
Die Lebensgewohnheiten der Obbialerche sind noch nicht abschließend untersucht. So sind beispielsweise weder Details über die Balzflüge des Männchens bekannt noch ist genauer untersucht, woraus sich die Nahrung der Obbialerche zusammensetzt.
Die Brutzeit der Obbialerche fällt in den Zeitraum von Mai bis Juli. Wie alle Lerchen ist auch die Obbialerche ein Bodenbrüter. Sie baut das offene, napfförmige Nest aus trockenen Gräsern und kleinen Wurzeln und legt es mit wolligen Samen aus. Das Gelege besteht aus zwei bis drei Eiern.

## Einzelbelege
1. 1 2  Pätzold: Kompendium der Lerchen. S. 292.
2. ↑  Spizocorys obbiensis in der Roten Liste gefährdeter Arten der IUCN 2016. Eingestellt von: BirdLife International, 2016. Abgerufen am 25. Februar 2017.
3. ↑  Pätzold: Kompendium der Lerchen. S. 302.